# Pierwszy rząd Franza Vranitzkiego
Pierwszy rząd Franza Vranitzkiego – federalny rząd Republiki Austrii urzędujący od 1986 do 1987.
Gabinet urzędował od 16 czerwca 1986 do 21 stycznia 1987. Powstał w trakcie kadencji Rady Narodowej wybranej w wyborach w 1986. Zastąpił rząd Freda Sinowatza, który złożył rezygnację. Był podobnie jak poprzedni gabinet tworzony przez koalicję obejmującą Socjalistyczną Partię Austrii (SPÖ) i Wolnościową Partię Austrii (FPÖ). Po wyborach w 1986 SPÖ porozumiała się z Austriacką Partią Ludową, tworząc drugi rząd Franza Vranitzkiego.

## Skład rządu
- Kanclerz: Franz Vranitzky (SPÖ)
- Wicekanclerz, kierujący ministerstwem handlu i przemysłu: Norbert Steger (FPÖ)
- Minister spraw zagranicznych: Peter Jankowitsch (SPÖ)
- Minister spraw wewnętrznych: Karl Blecha (SPÖ)
- Minister sprawiedliwości: Harald Ofner (FPÖ)
- Minister finansów: Ferdinand Lacina (SPÖ)
- Minister spraw społecznych: Alfred Dallinger (SPÖ)
- Minister rolnictwa i leśnictwa: Erich Schmidt (SPÖ)
- Minister obrony: Helmut Krünes (FPÖ)
- Minister gospodarki publicznej i transportu: Rudolf Streicher (SPÖ)
- Minister nauki i badań naukowych: Heinz Fischer (SPÖ)
- Minister edukacji, sztuki i sportu: Herbert Moritz (SPÖ)
- Minister zdrowia i środowiska: Franz Kreuzer (SPÖ)
- Minister rodziny, młodzieży i konsumentów: Gertrude Fröhlich-Sandner (SPÖ)
- Minister budownictwa i technologii: Heinrich Übleis (SPÖ)
- Minister w urzędzie kanclerza: Franz Löschnak (SPÖ)